# Butyrylocholinoesteraza
Butyrylocholinoesteraza, cholinesteraza osoczowa, pseudocholinoesteraza, acylohydrolaza acylocholiny – enzym z grupy esteraz cholinowych, katalizujący reakcję:
acylocholina + H2O → cholina + anion kwasu karboksylowego
Substratem może być wiele estrów cholinowych. Występuje w surowicy, wątrobie, trzustce i innych tkankach. Spadek aktywności cholinoesterazy w surowicy obserwuje się w chorobach przebiegających z uszkodzeniem miąższu wątroby, natomiast w zespole nerczycowym, nadciśnieniu i nadczynności tarczycy wzrost jej aktywności. Norma w surowicy to około 1000 j.m. dla metody spektrofotometrycznej.